# Prague Cup 2000
La Prague Cup 2000, nota come Podebradka Cup 2000 per motivi di sponsorizzazione, è stata un torneo professionistico maschile di tennis facente parte della categoria ATP Challenger Series nell'ambito delle ATP Challenger Series 2000. Il torneo si è giocato a Praga in Repubblica Ceca dal 7 al 13 agosto 2000 su campi in terra rossa.

## Vincitori

### Singolare
Albert Montañés ha battuto in finale  Filippo Volandri con il punteggio di 6–1, 6–1

### Doppio
František Čermák /  Ota Fukárek hanno battuto in finale  Tomáš Cibulec /  Leoš Friedl con il punteggio di 6–4, 6–3